# Лукка, Валерий Николаевич
Валерий Николаевич Лукка (22 января 1945, деревня Горохово, Ярославская область) — советский и российский художник, член Союза Художников России (1983), член Санкт-Петербургского Союза художников, член Санкт-Петербургской академии современного искусства (СПАСИ) (1996), член Национальной Ассоциации художников Италии «ITALART» (1993).

## Биография и творчество
Валерий Лукка родился в 1945 году в деревне Горохово Ярославской области. В 1977 году получил диплом Ленинградского института живописи, скульптуры и архитектуры имени Репина.
В конце 1970-х годов выпускники Академии художеств Валерий Лукка и Вячеслав Михайлов вместе с Феликсом Волосенковым заявили о себе как о творческой группе, стремящейся к поиску новых средств выразительности. Для создания необходимого художественного эффекта они стали использовать рельефные красочные наслоения. Открестившись от живописной традиции, они стремились максимально приблизить свои работы к жизни, превратить их в нечто органическое. Вместе с тем, их творчество не лишалось литературности и отсылок к вечным мифологическим образам, но главная роль была отдана именно физиологии фактуры.
Исследователям творчества Лукки принадлежит несколько парадоксальная характеристика его манеры — они назвали его своеобразный, индивидуальный стиль «концептуальным экспрессионизмом». Его живопись действительно отличается искренностью и, часто, болезненной истеричностью, но, как истинное порождение постмодернизма, не лишена иронии и полна цитат из классического искусства.
Отказ от привычной техники и сюжетов, тянущих за собой груз ассоциаций и предубеждений, вызвал интерес публики. Все три новатора канонизированы художественными критиками и почитателями, которые присвоили группе название «Три богатыря».
Член Союза художников России,
Член Национальной Ассоциации художников Италии «ITALART»,
Член Санкт-Петербургской Академии современного искусства бессмертных (СПАСИ)

## Персональные выставки
- «До экспресии» DiDi Gallery 2014 Санкт-Петербург, Россия[2]
- «Жизнь в искусстве» галерея «Дельта» 2002 Санкт-Петербург, Россия
- «1+1» галерея «Северная столица»2002 Санкт-Петербург, Россия
- "Вырица — Helsinki"Государственный музей городской скульптуры 2002 Санкт-Петербург, Россия
- Gallery «Dix» 2002 Хельсинки, Финляндия
- Новосибирская областная художественная галерея 2001 Новосибирск, Россия
- «Воспоминания о Виллендорфской Венере» 2001 галерея «Дельта» 2002 Санкт-Петербург, Россия
- «Возвращение блудного сына» Ярославский художественный музей 2001 Ярославль, Россия
- «Опыты самопознания», «Art Gallery 103» 2000 галерея «Дельта» 2002 Санкт-Петербург, Россия
- Schloss Trautenberg bei Leutschach, Schloss Gamlitz 1999, Австрия
- «Маленькие кариатиды, графики и другие» галерея «Борей» 1998 Санкт-Петербург, Россия
- Tyyligalleria Oy 1998 Хельсинки, Финляндия
- «Ирония экспрессивного романтизма» галерея «Аврора»1997 Тверь, Россия
- «Вторая платформа» галерея «Палитра» 1994 Санкт-Петербург, Россия
- «Комментарии к чужим картинам» галерея «Дельта» 1994 Санкт-Петербург, Россия
- «Gallery Art Russa» (Совместно с Ф.Волосенковым и В. Михайловым) 1993 Пьяченца, Италия
- «Остаточная фигуративность» галерея «Борей» 1992 Санкт-Петербург, Россия
- Ленинградский Государственный университет 1990 Ленинград
- Gallery «Centre Deux» 1990 Гамбург, Германия
- Центр русской культуры и науки 1989 Хельсинки, Финляндия
- Галерея «Punkt» 1988 Гданьск, Польша
- Редакция журнала «Аврора» 1987 Ленинград
- Библиотека Академии Наук СССР 1985 Ленинград

## Групповые выставки
- «Белое Рождество» Государственный музей городской скульптуры 2002 Санкт-Петербург, Россия
- «Собрание Манежа» Центральный выставочный зал «Манеж» 2002 Санкт-Петербург, Россия
- «Абстракция в России» Государственный Русский музей 2002 Санкт-Петербург, Россия
- «Портрет в России — XX век» Государственный Русский музей 2001 Санкт-Петербург, Россия
- «Про любовь» (СПАСИ) Центральный выставочный зал «Манеж» 2001 Санкт-Петербург, Россия
- «Сорок бессмертных строк» (СПАСИ) Музей Анны Ахматовой в Фонтанном доме 2000 Санкт-Петербург, Россия
- «Millenium» Таврический Дворец 2000 Санкт-Петербург, Россия
- «Tres Faciunt Collegium» Музей нонконформистского искусства 2000 Санкт-Петербург, Россия
- «Петербургские мастерские. XX век» Центральный выставочный зал «Манеж» 1998—1999 Санкт-Петербург, Россия
- «Анатомия современного искусства» галерея «Art Collegium» 1998—1999 Санкт-Петербург, Россия
- «Времена года в черном квадрате сцены» (СПАСИ) Государственный Эрмитаж 1998 1998—1999 Санкт-Петербург, Россия
- «Выставка новых поступлений» Государственный Русский музей 1998 1998—1999 Санкт-Петербург, Россия
- «Schilderkunst uit Sint-Petersburg vandaag» 1997 Гент, Нидерланды
- «Невская перспектива» (СПАСИ) Музей изобразительных искусств Республики Карелия 1997 Петрозаводск, Россия
- «Миражи Санкт-Петербурга» (СПАСИ) Музей истории Санкт-Петербурга 1997 Санкт-Петербург, Россия
- «Красный цвет в русском искусстве» Государственный Русский музей 1997 Санкт-Петербург, Россия
- «Первая выставка СПАСИ» Центральный выставочный зал «Манеж» 1996 Санкт-Петербург, Россия
- «Trois peintres de Saint-Petersburg», «Espace Kiron» (совместно с Г.Богомоловым и А.Герасимовым) 1996 Париж, Франция
- «Fünf Maler — drei Generationen — aus St.Petersburg» 1995 Баден-Баден, Германия
- «Entartete Kunst im Sozialismus» Мусбах, Херренхоф 1994 Германия
- «Петербург» Центральный выставочный зал «Манеж» 1994—2002 Санкт-Петербург, Россия
- «От авангарда до наших дней» Центральный выставочный зал «Манеж» 1994 Санкт-Петербург, Россия
- «Тень поэта» Всероссийский музей имени А. С. Пушкина 1994 Санкт-Петербург, Россия
- «Гардероп» Центральный выставочный зал «Манеж» 1992 Санкт-Петербург, Россия
- «Библейские сюжеты» Музей этнографии 1992 Санкт-Петербург, Россия
- Аукцион Gallery «Gioffredo»1992 Ницца, Франция
- «St. Petersburg today» 1991 Мандал, Норвегия
- Музей русского искусства (Совместно с Ф.Волосенковым и В.Михайловым) 1991 Киев, Украина
- Центральный выставочный зал «Манеж» (Совместно с Ф.Волосенковым и В.Михайловым) 1991 Ленинград
- Arkansas Art Center 1991 Little Rock, Арканзас, США
- Weatherspoon Art Gallery, University of North Carolina 1991 Greensboro, North Carolina, США
- «The Quest for self-expression. 1965—1990» Колумбийский музей искусств 1990 Колумбус, США
- Art Hamburg 1990 Гамбург, Германия
- "Art from Leningrad"Hotel de ville 1990 Руан, Франция
- «Современное искусство Ленинграда» 1990 Осло, Норвегия
- «Soviet-kunst» галерея De Vuyst 1990 Локерен, Бельгия
- «Семь русских художников» Аукционный дом «Nelleman & Thomsom» 1990 Аарус, Дания
- Аукцион «Marriott Hotel» 1990 Варшава, Польша
- Аукцион «M.Bernaerts» 1990 Мехелен, Бельгия
- Аукцион «Drouot-Richelieu» 1990 Париж, Франция
- «От неофициального искусства к перестройке» Выставочный зал «Ленэкспо» 1989 Ленинград
- «Ars Sovetika» 1989 Хельсинки, Финляндия
- «Russian painters» галерея Atrium 1989 Стокгольм, Швеция
- «Modern art from Leningrad» галерея Gillian Janson 1989 Лондон, Великобритания
- Аукцион Christie 1989 Лондон, Великобритания
- «Без ореола — новая экспрессия в российской живописи» 1989 Гданьск, Польша
- «Современное искусство Ленинграда» Центральный выставочный зал «Манеж» 1988 Ленинград
- Дворец молодежи (Совместно с Ф.Волосенковым и В. Михайловым) 1987 Ленинград
- «Выставка ленинградских художников» 1986 Пловдив, Болгария
- Ленинградское отделение Союза художников СССР, «Голубая гостиная» (Совместно с Ф.Волосенковым и В. Михайловым) 1984 Ленинград
- Дворец молодежи 1980 Ленинград

## Работы находятся в собраниях
- Государственный Русский музей, Санкт-Петербург, Россия
- Государственный музей истории Санкт-Петербурга, Санкт-Петербург, Россия
- Всероссийский музей А. С. Пушкина, Санкт-Петербург, Россия
- Музей Анны Ахматовой в Фонтанном доме, Санкт-Петербург, Россия
- Музей нонконформистского искусства, Санкт-Петербург, Россия
- Государственный музей городской скульптуры, Санкт-Петербург, Россия
- Государственный музей театрального и музыкального искусства, Санкт-Петербург, Россия
- Центральный выставочный зал «Манеж», Санкт-Петербург, Россия
- Музей современных искусств им.С.П.Дягилева СПбГУ, Санкт-Петербург, Россия
- Музей современного искусства Эрарта, Санкт-Петербург, Россия
- Астраханский художественный музей, Астрахань, Россия
- Государственный музей Карелии, Петрозаводск, Россия
- Дальневосточный художественный музей, Хабаровск, Россия
- Калининградская государственная художественная галерея, Калининград, Россия
- Музей художественной культуры Новгородской Земли
- Новгородский областной художественный музей, Новгород, Россия
- Новосибирская областная художественная галерея, Новосибирск, Россия
- Пермская областная художественная галерея, Пермь, Россия
- Российский фонд культуры, Москва, Россия
- Тверская областная картинная галерея, Тверь, Россия
- Ярославский художественный музей, Ярославль, Россия
- Музей русского искусства, Киев, Украина
- Jane Voorhees Zimmerli Art Museum Rutgers, New Brunswick, США
- State Art Gallery Мандал, Норвегия
- Художественный музей, Нарва, Эстония
- Частные коллекции Австрии, Италии, Польши, России, США, Финляндии.